# Freiberg (Familienname)
Freiberg ist ein deutscher Familienname.

## Herkunft und Bedeutung
Freiberg ist ein Herkunftsname für diejenigen, die aus einem Ort namens Freiberg oder Freyberg stammen.

## Varianten
- Freibergs, Freyberg, Freiberger, Freyberger

## Namensträger
- Björn Freiberg (* 1970), deutscher Schauspieler
- Daniel Freiberg (* 1957), US-amerikanischer Jazzmusiker
- Dietrich von Freiberg (um 1240–1310), Philosoph, Mystiker, Dominikaner und Theologe
- Dov Freiberg (1927–2008), polnisch-israelischer Holocaustüberlebender und Buchautor
- Gottfried von Freiberg (1908–1962), österreichischer Hornist
- Hedwig Freiberg (1872–1945), deutsche Malerin und Schauspielerin, Ehefrau von Robert Koch
- Heinrich von Freiberg (13. Jh.), Dichter und Minnesänger
- Henning Freiberg (* 1937), deutscher Kunstpädagoge und Hochschullehrer im Ruhestand
- Kjell-Børge Freiberg (* 1971), norwegischer Politiker
- Konrad Freiberg (* 1951), deutscher Polizist und Gewerkschaftsvorsitzender
- Lorenz III. von Freiberg (vor 1459–1487), Bischof von Gurk
- Ludwig von Freiberg (1442–vor 1480), Bischof von Konstanz
- Marcos A. Freiberg (1911–1990), argentinischer Zoologe
- Margit Freiberg (* 1962), deutsche Tischtennisspielerin
- Michael Freiberg (Politiker) (* 1956), deutscher Politiker (CDU)
- Michael Freiberg (Radsportler) (* 1990), australischer Radrennfahrer
- Mona Freiberg (* 1950), deutsche Volksschauspielerin und Sängerin
- Peter Freiberg (* 1954), deutscher Drehbuchautor, Radiomoderator und Sänger
- Siegfried Freiberg (1901–1985), österreichischer Schriftsteller und Bibliothekar
- Steffen Freiberg (* 1981), deutscher Politiker
- Walter Freiberg (* 1922), deutscher Oberst im Ministerium für Staatssicherheit (MfS) der DDR